# Roberto Bondì
Roberto Bondì (Gela, 10 maggio 1968) è uno storico della scienza e storico della filosofia italiano.

## Biografia
Laureatosi all'Università di Firenze nel corso di laurea in filosofia nel 1992 ed allievo di Paolo Rossi, successivamente frequenta il dottorato di ricerca in filosofia della religione presso l'Università di Perugia. Mentre continua i suoi studi, nel 1997, scrive Introduzione a Telesio per Laterza; studi che approfondirà a seguire con altri saggi, monografie e articoli sul filosofo italiano. Consegue il dottorato nel 2001, anno in cui è autore del saggio L'onnipresenza di Dio: saggio su Henry More per Rubbettino.
Dal 2002 al 2006 è stato ricercatore presso l'Università della Calabria per quanto riguarda storia del pensiero scientifico, materia per cui è professore associato sempre nella stessa istituzione. Inoltre, ha fatto alcuni studi sul pensiero di James Lovelock, interessandosi al dibattito scientifico e filosofico sull'ipotesi Gaia, per il quale ha pubblicato due libri dalla UTET. Per il suo saggio Blu come un'arancia. Gaia tra mito e scienza del 2006 è stato selezionato per la prima edizione del Premio letterario Galileo per la divulgazione scientifica. Nel 2007 ha partecipato all'edizione del Festivaletteratura di Mantova.
È uno degli autori di un manuale di filosofia per i Licei pubblicato da La Nuova Italia ed è direttore del Centro Internazionale di Studi telesiani, bruniani e campanelliani.

## Opere
- Introduzione a Telesio, Roma-Bari, Laterza, 1997.
- B. Telesio, La natura secondo i suoi principi, a cura di Roberto Bondì, con testo originale a fronte, Firenze, La Nuova Italia, 1999.
- L'onnipresenza di Dio: saggio su Henry More, Soveria Mannelli, Rubbettino ,2001.
- F. Bacone, Dei principi e delle origini, presentazione di Paolo Rossi, introduzione, traduzione, note e apparati di Roberto Bondì, Milano, Bompiani, 2005.
- Blu come un'arancia. Gaia tra mito e scienza. Prefazione di Enrico Bellone, Torino, Utet, 2006.
- Solo l'atomo ci può salvare. L'ambientalismo nuclearista di James Lovelock, Torino, Utet, 2007.
- Come vedessero due soli, Torino, Codice Edizioni, 2010.
- Natura, Bologna, Il Mulino, 2014 (insieme a Antonello La Vergata).
- Il primo dei moderni. Filosofia e scienza in Bernardino Telesio, Roma, Edizioni di Storia e Letteratura, 2018.
- Tellus. Storia di un'idea, Pisa, ETS, 2023.